# الجاضع
الجاضع أو جاضع بني شبيل هي إحدى قرى محافظة صامطة التابعة لمنطقة جازان الواقعة جنوب غرب السعودية. تُعد قرية الجاضع من أكبر قرى محافظة صامطة وتقع على وادي ليه وتشتهر بوجود مزارع القمح المنتشرة في أطراف القرية وفي محاذاة الوادي.